# Гехі (село)
Гехі (рос. Гехи) — село у Урус-Мартановському районі Чечні Російської Федерації.
Населення становить 14 234 осіб (2019). Входить до складу муніципального утворення Гехінське сільське поселення.

## Історія
Згідно із законом від 14 липня 2008 року органом місцевого самоврядування є Гехінське сільське поселення.

## Населення
| 1970    | 1979    | 1990    | 2002    | 2010    | 2012    | 2013    |
| ------- | ------- | ------- | ------- | ------- | ------- | ------- |
| 7533    | ↗8199   | ↗9479   | ↗9693   | ↗11 744 | ↗12 245 | ↗12 671 |
| 2014    | 2015    | 2016    | 2017    | 2018    | 2019    |         |
| ↗13 051 | ↗13 492 | ↗13 629 | ↗13 836 | ↗14 038 | ↗14 234 |         |